# DJ1型电力机车
DJ1型电力机车，是中国铁路的電力機車车型之一，也是中国第一种从国外进口并投入批量生产的交流传动电力机车。DJ1型电力机车为双节八轴大功率货运电力机车，由西门子交通集团在“欧洲短跑手”（EuroSprinter）系列ES64F型电力机车（德国铁路152型电力机车）基础上为中国市场改进设计而成，其中首批3台由奥地利格拉兹工厂制造，后17台通过技术转让并由中外合资企业株洲西门子牵引设备有限公司在中国国内制造。

## 发展历史

### 引进

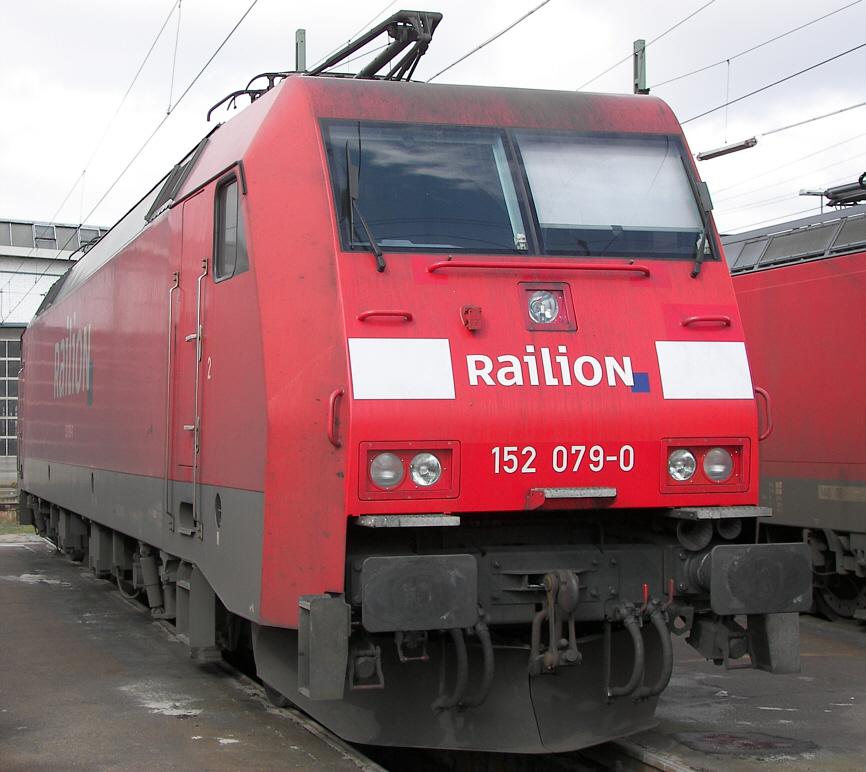
ES64F型电力机车

1990年代初起，随着世界上交流传动技术的成熟和所具有的优点，已经逐步成为国际上电力机车发展的必然趋势。为了加快中国电力机车从直流传动向交流传动的转换，中华人民共和国铁道部除了立项开发AC4000型交流传动电力机车，同时并考虑通过采用技贸结合、合资生产方式引进国外先进技术，尽快缩短中国与世界先进水平间的距离。早于1993年底，株洲电力机车厂已经与德国西门子交通集团开始就引进电力机车的技术、合作形式进行洽谈。
1997年3月底，中国机械进出口公司、中华人民共和国铁道部与西门子交通集团正式签订了20台交流传动电力机车的供货和技术转让合同，合同总值7000万欧元，由中国铁道部借用奥地利政府贷款支付。该型机车被定型为DJ1型，其中“D”代表电力机车、“J”代表交流传动。DJ1型电力机车是由西门子公司以第二代“欧洲短跑手”（EuroSprinter）系列电力机车作为技术平台、在ES64F型电力机车（德国铁路152型电力机车）基础上，专门为中国铁路设计制造的双节重联八轴重载货运电力机车。机车采用交—直—交流电传动系统，采用了异步交流牵引电动机、水冷GTO牵引变流器、及“SIBAS 32”微机控制系统等技术。

### 生产
根据合同规定，中国铁道部订购20台DJ1型电力机车，其中首3台（0001～0003）由奥地利西门子公司格拉兹工厂（Siemens SGP Verkehrstechnik GmbH）建造，并整车付运中国；其余17台（0004～0020）则由西门子公司和株洲电力机车厂、株洲电力机车研究所合作，共同成立合资公司并通过技术转让负责本地组装生产。为此，株洲电力机车厂、株洲电力机车研究所与德国西门子（中国）有限公司于1998年11月共同投资设立了株洲西门子牵引设备有限公司（STEZ），作为技术转让的承接单位，并负责生产交流传动牵引系统的关键部件，西门子公司向中方转让的技术主要涵盖车体、转向架、主变压器等部分。DJ1型机车采用逐步提高国产化比率的方式，从第4台机车（首台国产化机车）开始采用国产化车体和屏柜组件；从第15台机车开始使用国产化的交流传动系统；最后一台机车尽量采用国产化零部件，包括转向架等。
首台DJ1型电力机车于2001年5月31日在格拉兹工厂竣工；三台进口机车于2001年底经海路运抵中国天津港。2002年7月8日，首台中国国内生产的DJ1型电力机车在株洲西门子牵引设备有限公司下线，时任中国铁道部总工程师王麟书和西门子交通集团机车部门总裁沃尔克·克费尔（Volker Kefer）出席了典礼。至2003年7月，株洲西门子牵引设备有限公司生产的最后一台DJ1型机车出厂并交付使用。

### 运用
2001年12月，首批三台从奥地利进口的DJ1型电力机车抵达中国后，其中0001号机车被送往中国铁道科学研究院北京环形铁道试验基地，进行各种型式和性能试验；0002号机车被送往株洲西门子牵引设备有限公司，用于生产技术的转让和培训工作；0003号机车配属西安铁路局宝鸡机务段秦岭补机队，在宝成铁路秦岭北坡区段（宝鸡至秦岭）作为补机投入运用。根据机车在三年保修期内发现的故障和问题，西门子公司先后对机车车钩、齿轮箱、撤沙阀、控制线路、车顶渡板等部分进行改造，又改善了机车的控制软件。
为了缓解中国大陆煤电油运紧张的状况、使大秦铁路运煤专线尽快在2004年实现年运量1.5亿吨、2005年实现年运量2亿吨的目标，中国铁道部决定自2003年下半年开始在大秦铁路开行单元万吨重载列车，并进行了数次牵引运行试验；而在此前由于受到当时中国铁路技术条件限制，大秦线煤炭列车的牵引方式主要为韶山4型电力机车单机牵引5000～6000吨列车。2003年7月21日至27日，北京铁路局、中国铁道科学研究院合作，在大秦铁路使用两台DJ1型电力机车进行了万吨列车牵引及制动试验，对列车起动加速、紧急制动、坡停起动、列尾装置、变电所供电容量等各种方面进行测试；试验结果表明DJ1型电力机车具有双机牵引万吨列车的良好能力。2003年8月，20台DJ1型电力机车全部改配属北京铁路局大同铁路分局湖东电力机务段；同年8月31日，DJ1型机车正式投入大秦铁路运用，担当万吨单元重载列车的牵引任务；2004年底，大秦线万吨单元重载空车车列的机车交路进一步延伸至北同蒲铁路和云岗支线。
2007年7月起，湖东机务段开始配属HXD1、HXD2“和谐”型大功率交流传动电力机车，担当大秦线2万吨组合重载列车的牵引任务。随着和谐型机车配属数量的增加，逐步替代了原来的DJ1、韶山4型电力机车，成为大秦线重载运输的主力车型。根据铁道部的安排，湖东机务段于2009年上半年间陆续调出所有DJ1型机车，改配属西安铁路局新丰镇机务段宝鸡运用车间（原宝鸡机务段）秦岭补机队，于2009年4月起再次在宝成铁路秦岭北坡区段投入运用，同时西安铁路局并调整了货物列车编组计划，使宝成线的货运牵引定数由2800吨提高到3500吨。
随着机车使用年限和运行公里数的增加，DJ1型机车从2009年开始陆续进入第一个大修周期。由于DJ1型机车并没有定点大修厂，其中修主要由宝鸡机车检修厂进行，而南车洛阳机车有限公司负责机车轮对大修。然而，由于DJ1型机车数量仅20台，造成小批量生产的国产零部件价格较高，而进口零件越趋缺乏的情况下，对机车检修造成困难，加之在大秦铁路中超负荷的运用，因此部分机车曾长期停机待修或封存。根据这一情况，宝鸡运用车间制定了“维持使用，损坏一台，报废一台”的原则，直至全部报废。截止2012年年底，共有12台机车封存并拆解部分零件供另外8台使用。尽管如此，8台在运用的机车依旧“带病工作”。
2013年3月末，DJ1型机车被全部停用封存（其中0015号机车封存于宝鸡电力机车修理厂），补机任务全部由HXD3型电力机车以及少量SS4型电力机车担当。

### 评价
DJ1型电力机车自投入运用以来获得了良好的评价，运用部门普遍认为机车牵引力大、操纵方便舒适、自动化程度高、经济性较好，牵引时功率因数接近1。虽然机车投入运用初期部分零部件故障较多，例如绝缘子、蓄电池充电器、空调、砂箱等部分，但经过调整之后有所改善，而最主要的交流传动系统故障率较小。然而，由于订购机车的时候并未充分考虑到中国铁路的实际发展需要，因此所选择的机车轴功率偏小（800千瓦），仅与交—直流电传动的国产韶山4型电力机车相同，一定程度上限制了交流传动优势的发挥。此外，由于DJ1型机车为西门子公司的产品，其微机控制系统有关部分仍受到专利技术保护，对机车的故障诊断、维护检修造成一定困难，例如中方人员技术人员从机车下载数据之后，需要上传到西门子德国本部，经德方分析故障原因和提出解决方案后，通知西门子公司在华的售后服务组进行处理。

## 技术特点

### 总体布置
DJ1型电力机车是双节重联的八轴大功率干线货运用电力机车，由两节完全相同的四轴机车通过中间车钩、橡胶联挂风挡、电气及空气重联管线等连接而成，之间并设有中间走廊连通，车顶设有25千伏高压连接线；每节机车是一个完整的独立系统；可由司机在任何一端司机室对两节机车进行控制。车体为焊接式整体承载结构，车内设备采用两侧屏柜化布置，并设中间贯通走廊。车顶外置设备较少，每节机车后部车顶设有一台单臂式受电弓，以及赛雪龙公司（Sécheron）的真空断路器、避雷器等高压设备。卧式牵引变压器安装于车底中部，与电抗器共用冷却油箱。司机室运用欧洲标准的人机工程学设计，适应单司机执乘，并成为了日后被中国铁道部广泛推广应用的标准化司机室设计基础。DJ1型机车采用了车体独立通风方式，从车顶顶盖夹层风道吸入冷风，向发热部件冷却后从车底排出，并维持机械间呈微正压，改善机车防尘效果及防寒性能。机车轴式为2×（Bo-Bo），持续功率为6400千瓦；机车标准轴重为23吨，并可以通过增加压铁提高到25吨；机车并设有“加速模式”，当牵引列车启动时机车最大功率可达到8100千瓦，使用时间限制为十分钟，以提高列车启动加速能力。
DJ1型机车出厂时均使用西门子8WL0-138-6YG69型受电弓。自2004年2月份起，北京鐵路局當局发现一些受电弓出现裂纹及转轴弯曲等问题，加上類似型號受電弓在廣鐵集團進港SS8機車使用時，導致九廣東鐵架空電纜加速損耗，就算更換碳滑板後情況依舊。为保障行车安全，遂委托中車大同電力機車研制了国产的DSA-200型受电弓（由德國斯特曼公司授權生產）。四台DSA-200受电弓分別安装在4辆机车上进行运用试验；至2006年，所有DJ1型机车均在中修期间陆续改用DSA-200型受电弓，并陆续被推广至后期的韶山4型、韶山8型、韶山9型等电力机车使用。

### 机车主电路
DJ1型电力机车是交—直—交流电传动的单相工频交流电力机车，每节四轴机车的主电路由主变压器、牵引变流器、牵引电动机三大部分构成。接触网导线上的25千伏单相工频交流电电流，经受电弓进入机车后经过主断路器再进入主变压器，交流电经过主变压器的三个牵引绕组后，分别向三组四象限脉冲整流器供电并整流为直流电，然后经过两组并联工作、电压为2400～2600伏的中间直流回路，再由两个牵引逆变器转换成三相交流电输出，分别向两台转向架上的四台异步牵引电机供电，使牵引电动机产生转矩，将电能转变为机械能，经过齿轮的传递驱动轮对。
机车采用了西门子公司开发的VVVF牵引变流器，每节机车均有一台牵引变流器柜，内部包含了3个四象限整流器、2个逆变器以及中间电路电容器、保护模块、牵引控制单元（TCU）等设备。其中四象限整流器和逆变器由相同的功率控制模块组成，采用了与ES64F型电力机车相同的水冷GTO模块（4.5kV/3kA）。DJ1型电力机车采用西门子公司的1TB2624型鼠笼式三相异步牵引电动机，额定功率为817千瓦，冷却方式为强迫通风，采用直接转矩控制（DTC）。此外，DJ1型机车也继承了西门子交流传动系统的特点，当机车起动加速时其GTO牵引变流器会发出音阶磁励音，与ES64U2型电力机车类似。

### 控制系统
DJ1型机车装载了西门子公司开发的“SIBAS 32”车载智能微机系统，实现了对机车的调节和逻辑控制，并能够通过人机界面显示故障并进行相关保护。“SIBAS 32”系统采用集散控制模式，由中央控制单元（CCU）、牵引控制单元（TCU）、辅助控制单元（ACU）、液晶显示屏（HMI）和外设智能接口（KLIP）构成，并采用基于列车通信网络（TCN）国际标准的网络控制系统进行数据通信，由绞线列车总线（WTB）和多功能车辆总线（MVB）两级网络构成，WTB负责两节机车之间的外部通信，而MVB负责单节机车内部各单元的数据交换。司机操纵台上并设有一台液晶显示屏，直接显示机车运行状态和故障诊断信息。此外，“SIBAS 32”系统并设有配套的诊断软件，技术人员可以使用，通过机车上的RS-232与机车连接并下载数据纪录，然后使用“SIBAS Expert 2”软件分析导致机车出现故障的软硬件，从而提高检修效率。

### 转向架
每节机车拥有两台二轴转向架，是以ES64F型电力机车的转向架为基础设计。转向架构架采用钢板焊成箱形结构的“H”型构架，轮对轴箱采用拉杆定位。一系悬挂采用螺旋弹簧；二系悬挂为高挠螺旋圆弹簧配橡胶垫，并设有垂向液压减振器。牵引力或制动力通过中间低位推挽式斜拉杆牵引装置传递。牵引电动机采用滚动轴承抱轴式半悬挂、单边刚性直齿传动。基础制动装置为轮盘制动；停放制动装置为蓄能制动。